# 泰来草
泰来草（学名：Thalassia hemprichii）舊稱泰來藻，又稱海黽草或海龜草，为水鳖科泰来草属的一种海生與潮間帶植物，屬多年生草本，分布於紅海、印度洋與熱帶西太平洋的近岸海域，是西印度洋與西太平洋最常見的海草之一。泰來藻對能忍受強烈的環境光照，且在相對乾燥的環境下也能維持生理機能，是潮間帶的優勢物種。

## 扩展阅读
維基物種上的相關：泰来草